# Czestków F
Czestków F – wieś w Polsce położona w województwie łódzkim, w powiecie łaskim, w gminie Buczek.
| SIMC    | Nazwa            | Rodzaj    |
| ------- | ---------------- | --------- |
| 0700513 | Czestków-Folwark | część wsi |
| 0700520 | Gasparów         | część wsi |
| 0700536 | Moczylno         | część wsi |
| 0700542 | Nalesie          | część wsi |

W latach 1975–1998 miejscowość administracyjnie należała do województwa sieradzkiego.
Przez miejscowość przebiega droga wojewódzka nr 483.